# كيت ميكوتشي
كيت ميكوتشي (بالإنجليزية: Kate Micucci)‏ هي مغنية مؤلفة وموسيقية وممثلة أمريكية، ولدت في 31 مارس 1980 في الولايات المتحدة.

## أعمال

### أفلام
- (2010) عندما تكون في روما[7][8]
- (2015)  الإسفنج خارج المياه
- (2017) الساعات الصغيرة

- 2017: الساعات الصغيرة

### مسلسلات
- أبطال التايتنز انطلقوا!
- ستيفن البطل
- سكرابز
- سلاحف النينجا
- قانون مايلو مورفي
- قواعد الارتباط
- كوري إن ذا هاوس[9]
- كيف قابلت أمكما
- نظرية الانفجار العظيم
- ويدز
- يونيكيتي!

## وصلات خارجية
- كيت ميكوتشي على موقع IMDb (الإنجليزية)
- كيت ميكوتشي على موقع روتن توميتوز (الإنجليزية)
- كيت ميكوتشي على موقع قاعدة بيانات الأفلام العربية
- كيت ميكوتشي على موقع ألو سيني (الفرنسية)
- كيت ميكوتشي على موقع ميوزك برينز (الإنجليزية)
- كيت ميكوتشي على موقع أول موفي (الإنجليزية)
- كيت ميكوتشي على موقع قاعدة بيانات الأفلام السويدية (السويدية)
- كيت ميكوتشي على موقع ديسكوغز (الإنجليزية)
- كيت ميكوتشي على موقع قاعدة بيانات الفيلم (الإنجليزية)
- كيت ميكوتشي على موقع كينوبويسك (الروسية)